# Giovanni Marciani
Giovanni Marciani (Mercato San Severino, 22 maggio 1886 – 1964) è stato un generale italiano.
Era un veterano della guerra italo turca e della prima guerra mondiale. Durante la seconda guerra mondiale fu alla terza direzione del sottosegretariato di stato per le fabbricazioni di guerra (poi per l'industria bellica), quale direttore (5 settembre 1940 - 17 novembre 1942) e poi al comando della 58ª Divisione fanteria "Legnano", a Nizza (22 novembre - 28 dicembre 1942) e della 208ª divisione costiera a Palermo (28 aprile - 22 luglio 1943). Il 22 luglio 1943 fu fatto prigioniero da carristi americani dell'82º battaglione esplorante ed internato in Algeria sino al dicembre 1944.

## Biografia
Proveniente da borghese famiglia campana, Giovanni Marciani nacque a Mercato San Severino, frazione Piazza del Galdo, in provincia di Salerno nel 1886.
Allievo dal 1905 della Regia Accademia Militare di Artiglieria e Genio di Torino, da cui uscì con il grado di sottotenente dell'arma di artiglieria il 5 settembre 1907, frequentando successivamente la Scuola di applicazione d'arma e venendo assegnato, quale tenente, al 24º reggimento artiglieria da campagna, a Napoli.
Destinato nel 1911 al corpo di spedizione in Libia nelle file del 2º reggimento artiglieria da campagna speciale dove rimarrà sino all'ottobre 1912, partecipando al fatto d'arme delle Due Palme e infine rientrando al 24º reggimento artiglieria da campagna, a Napoli, nell'ambito del quale svolge le funzioni di aiutante maggiore in 2ª.
Conseguita nel dicembre 1914 la promozione a capitano, nel febbraio 1915 assume l'incarico di comandante della 2ª batteria del 22º reggimento artiglieria da campagna, a Palermo e, per quasi un anno, il comando interinale del I gruppo. Partito per il fronte, ottiene la promozione a maggiore per merito di guerra nell'agosto 1917 ed assume il comando del I gruppo del 2º reggimento artiglieria da campagna di Pesaro e, nell'agosto 1918, il comando del IV gruppo autobatterie da 102 mm del 23º reggimento artiglieria pesante campale.
A partire dal 1919 fu destinato in servizio a Cologna Veneta presso il comando del III gruppo del reggimento campale misto autoportato di Piacenza fino al 5 luglio 1920 successivo, quando si reca in zona d'armistizio con tutto il reggimento misto autoportato (già reggimento artiglieria a cavallo di Milano).
Rientrato dal 30 settembre seguente dalla zona di armistizio, si acquartiera presso il Castello Visconteo di Pavia e dal 30 ottobre viene definitivamente stanziato nella caserma Renzo da Ceri di Crema.
Dal 18 giugno 1922, lasciato il comando del III al maggiore Bartolomeo Pedrotti, il maggiore Marciani viene trasferito a Milano presso l'autocentro, dove rimane sino al 2 marzo 1924.
Ritornato al reggimento artiglieria a cavallo di Milano, dal marzo 1924 al novembre 1925 diviene relatore del consiglio di amministrazione del reggimento stesso e, dal novembre 1925 al giugno 1926, promosso tenente colonnello, diviene comandante del IV gruppo autoportato delle Voloire.
Dal 20 giugno 1926 fu comandante del battaglone allievi alla Regia accademia di artiglieria e genio a Torino sino all'agosto 1931, quando frequenta presso la scuola di guerra della stessa città il VII corso applicativo per ufficiali superiori e nel novembre 1933 rientra al reggimento artiglieria a cavallo di Milano, in qualità di comandante del deposito reggimentale.
In questo periodo Marciani si sposo' con Maria Antonietta De Carolis (nata a Capua, il 13 marzo 1903), poetessa dell'alta borghesia Casertana, sorella del futuro generale di brigata di cavalleria Ugo De Carolis, medaglia d'oro caduto eroicamente in Russia nel 1941.
Incaricato nell'ottobre 1934 a Bologna della formazione e delle funzioni di comandante del 2º reggimento artiglieria per divisione celere (della 2ª divisione celere Emanuele Filiberto Testa di Ferro), nel dicembre seguente ne assume il comando da titolare essendo stato promosso al grado di colonnello (anzianità 5 settembre 1934) e trasferirà il suo reggimento da Bologna a Ferrara nel settembre 1936.
Dal 1 ottobre 1936, lasciato il reggimento al colonnello Mario Martorelli, il colonnello Marciani viene assegnato, quale capo ufficio, al comando del corpo d'armata di Roma e, dal 1 settembre 1939, conseguita la promozione a generale di brigata (anzianità 30 giugno 1939), diviene comandante dell'artiglieria dell'VIII corpo d'armata di Roma.
Lì si trovò all'atto dell'entrata in guerra del Regno d'Italia, avvenuta il 10 giugno 1940 sino al 4 settembre seguente, quando fu nominato direttore alla terza direzione del sottosegretariato di stato per le fabbricazioni di guerra (poi Ministero per l'industria bellica) dicastero Commissariato per la produzione bellica, alla guida del generale di corpo d'armata Carlo Favagrossa. Permase all'incarico sino al 17 novembre 1942, quando entrò in urto con lo stesso Favagrossa che fece trasferire in Francia.
Promosso nel frattempo generale di divisione (anzianità 1º gennaio 1942), partecipò al comando della "Legnano" ad un brevissimo periodo di occupazione a Nizza nel novembre - dicembre 1942, venendo poi rilevato dal generale di brigata Roberto Olmi, per poi tornare a Roma a disposizione del Ministero della guerra.
Dal seguente 28 aprile 1943, per sostituzione del generale di divisione della riserva Gaetano Binacchi, Marciani assunse il comando della 208ª divisione costiera a Palermo.
Con lo sbarco americano nella Sicilia meridionale il 10 luglio, per tentare di ostacolare la direttrice d'attacco verso Palermo, il comando italiano FF AA della Sicilia, istituì il 17 luglio, per le unità non dotate di mobilità, il comando truppe costiere del XII corpo d'armata, affidandolo al generale Marciani, con il compito di sbarrare le infiltrazioni dall'entroterra in quel settore. Tuttavia, travolte tutte le resistenze italiane, il 22 Marciani fu preso prigioniero mentre teneva rapporto nel Palazzo Reale di Palermo, colto di sorpresa da una irruzione di camionette americane che erano arrivate indisturbate fino al centro della città e appartenenti alla 2 divisione corazzata americana.
Condotto nel campo di concentramento di Saint Cloud, presso Orano, in Algeria, vi permase sino al dicembre 1944, quando rientro' in Italia, seppe della fine della moglie quarantenne, uccisa durante i combattimenti tra americani e tedeschi a Bellona, durante la battaglia del Volturno, il 13 ottobre 1943. Rimase quindi a disposizione del Ministero della guerra sino al 1945, quando fu posto in ausiliaria e promosso generale di corpo d'armata della riserva. 
Il generale Marciani nel dopoguerra fu presidente di un importante centro studi storico militari e nel 1955, pubblicò per i tipi della Tipografia regionale in Roma, il Reggimento Artiglieria celere "Emanuele Filiberto Testa di Ferro".